# Rosmolen van de Oude Bunker
De Rosmolen van de Oude Bunker (ook: Rosmolen Jonckheere) is een rosmolenrestant in de tot de West-Vlaamse gemeente Middelkerke behorende plaats Wilskerke, gelegen aan Fleriskotstraat 15.
Deze buitenrosmolen werd in 1863 gebouwd en bleef tot 1914 in gebruik als korenmolen. Nadat de Eerste Wereldoorlog was uitgebroken -en het IJzerfront zeer nabij lag- bouwde de bezetter een grote bunker vlak naast de molen. Na de oorlog werd de molen niet meer gebruikt. Wat bleef was een rond, enigszins conisch, bakstenen gebouwtje. Het binnenwerk werd verwijderd.